# ۹۲۲ (میلادی)
۹۲۲ (میلادی) نهصد و بیست و دومین سال تقویم میلادی است.

## درگذشتگان
‎